# Gare de La Brohinière
Gare de La Brohinière vasútállomás Franciaországban, Montauban-de-Bretagne településen.

## Vasútvonalak
Az állomást az alábbi vasútvonalak érintik:
- Párizs–Brest-vasútvonal
- La Brohinière - Dinan railway line

## Kapcsolódó állomások
A vasútállomáshoz az alábbi állomások vannak a legközelebb:
- Gare de Quédillac (Gare de Brest, Párizs–Brest-vasútvonal)
- Gare de Montauban-de-Bretagne (Paris Gare Montparnasse, Párizs–Brest-vasútvonal)